# یون سو هی
یون سو هی (کره‌ای: 윤소희؛ زادهٔ ۷ مه ۱۹۹۳) بازیگر اهل کره جنوبی است.

## فیلم‌شناسی

### فیلم
| سال  | عنوان                  | نقش               | توضیحات     |
| ---- | ---------------------- | ----------------- | ----------- |
| ۲۰۱۵ | سلام عشقم              | جوانی ایم گوم نیم |             |
| ۲۰۱۶ | زندگی عاشقانهٔ پرمخاطره | جونگ یو می        |             |
| ن/م  | موفق شدن               |                   | [ ۳ ] [ ۴ ] |
| ن/م  | ماشین لباسشویی آخر شب  | کیم جین سو        | [ ۵ ]       |

### مجموعه تلویزیونی
| سال  | عنوان                          | نقش                    | توضیحات               | منابع         |
| ---- | ------------------------------ | ---------------------- | --------------------- | ------------- |
| ۲۰۱۳ | گل و شمشیر                     | نانگ گا                |                       |               |
| ۲۰۱۳ | دراما فستیوال «نجات در آفریقا» | یون نا را              |                       | [ ۶ ]         |
| ۲۰۱۳ | بیا بخوریم                     | یون جین یی             |                       |               |
| ۲۰۱۴ | عشق در خاطره ۲                 | سو جونگ                | موبایل دراما          | [ ۷ ]         |
| ۲۰۱۴ | قول ۱۲ ساله                    | جوانی جانگ گوک         |                       | [ ۸ ]         |
| ۲۰۱۴ | مرد بزرگ                       | سو هه را               |                       | [ ۹ ]         |
| ۲۰۱۴ | ازدواج، بدون قرار              | نام هیون هی            |                       | [ ۱۰ ]        |
| ۲۰۱۴ | در مخفی                        | سو جی دام/پارک بین گه  | قسمت ۱۴–۲۴            | [ ۱۱ ]        |
| ۲۰۱۵ | این عشق منه                    | ۲۳ سالگی جی اون دونگ   |                       | [ ۱۲ ]        |
| ۲۰۱۶ | حافظه                          | بونگ سون هوا           |                       | [ ۱۳ ]        |
| ۲۰۱۶ | یکبار دیگر                     | مون دا این             |                       | [ ۱۴ ]        |
| ۲۰۱۷ | ملکه حلقه                      | کانگ می جو             |                       | [ ۱۵ ]        |
| ۲۰۱۷ | فرمانروای نقابدار              | کیم هوا گون            |                       | [ ۱۶ ]        |
| ۲۰۱۷ | چون این اولین زندگیمه          | خودش                   | حضور افتخاری (قسمت ۱) | [ ۱۷ ] [ ۱۸ ] |
| ۲۰۱۷ | ملوهولیک                       | خودش                   | حضور افتخاری          |               |
| ۲۰۱۸ | عشق جادوگر                     | کانگ چو هونگ           |                       | [ ۱۹ ]        |
| ۲۰۲۰ | جاسوس‌هایی که عاشقم بودند       | سوفی آن                | حضور افتخاری          | [ ۲۰ ]        |
| ۲۰۲۲ | دکتر روح                       | ایم بو می              |                       | [ ۲۱ ]        |
| ۲۰۲۳ | ضربان قلب                      | یون هه سون / نا هه وون |                       | [ ۲۲ ]        |

### مجموعه اینترنتی
| سال  | عنوان                      | نقش      | منابع         |
| ---- | -------------------------- | -------- | ------------- |
| ۲۰۱۶ | بونگ سون - یک سایبورگ عاشق | بونگ سون | [ ۲۳ ]        |
| ۲۰۱۶ | پس از پایان نمایش          | گو آری   | [ ۲۴ ]        |
| ۲۰۲۱ | پنگ                        | گو سا ری | [ ۲۵ ] [ ۲۶ ] |

### برنامه تلویزیونی
| سال  | عنوان                                 | نقش               | توضیحات            | منابع  |
| ---- | ------------------------------------- | ----------------- | ------------------ | ------ |
| ۲۰۱۶ | پس از پایان بازی                      | عضو گروه بازیگران | قسمت ۱–۸           | [ ۲۴ ] |
| ۲۰۱۸ | رانندهٔ دوستانه                        | عضو گروه بازیگران | ستاره‌های ۲۴ ژانویه | [ ۲۷ ] |
| ۲۰۱۸ | آرزوی سفر دریایی                      | عضو گروه بازیگران |                    | [ ۲۸ ] |
| ۲۰۱۹ | کتابفروشی این روزها: کتاب خواهم خواند | عضو گروه بازیگران |                    |        |
| ۲۰۲۱ | چرا کلاسیک                            | میزبان            | فصل ۲              | [ ۲۹ ] |

### میزبان
| سال  | عنوان                 | منابع  |
| ---- | --------------------- | ------ |
| ۲۰۲۱ | کنفرانس اِی‌آی برای همه | [ ۳۰ ] |

### حضور در موزیک ویدئوها
| سال  | نام آهنگ          | آرتیست | توضیحات                    |
| ---- | ----------------- | ------ | -------------------------- |
| ۲۰۱۳ | «چرا اینقدر جدی؟» | شاینی  |                            |
| ۲۰۱۳ | «گرگ»             | اکسو   | برای ماما ۲۰۱۳، ورژن دراما |
| ۲۰۱۳ | «غرش»             | اکسو   | برای ماما ۲۰۱۳، ورژن دراما |

## جوایز و نامزدی‌ها
| سال  | مراسم جوایز                       | دسته                                 | اثر نامزد شده     | نتیجه    | منابع  |
| ---- | --------------------------------- | ------------------------------------ | ----------------- | -------- | ------ |
| ۲۰۱۷ | اولین جوایز سئول                  | بهترین بازیگر تازه‌کار زن (درام)      | فرمانروای نقابدار | برنده    | [ ۳۱ ] |
| ۲۰۱۷ | چهل و چهارمین جوایز درامای ام‌بی‌سی | جایزه بازیگر برتر زن در یک مینی‌سریال | فرمانروای نقابدار | نامزدشده |        |
| ۲۰۱۸ | دوازدهمین جوایز سومپی             | بهترین بازیگر نقش مکمل زن            | فرمانروای نقابدار | نامزدشده | [ ۳۲ ] |